# Kiedy zakwitnie obiecany kwiat
Kiedy zakwitnie obiecany kwiat (jap. さよならの朝に約束の花をかざろう Sayonara no asa ni yakusoku no hana o kazarō) – japoński film animowany fantasy z 2018 roku w reżyserii Mari Okady, wyprodukowany przez studio P.A. Works. Premiera w japońskich kinach odbyła się 24 lutego 2018. W Polsce film był wyświetlany podczas festiwalu Ale Kino! 2018.

## Fabuła
Mieszkańcy Iolph starzeją się znacznie wolniej niż ludzie i mogą żyć przez setki lat. Jednak pewnej nocy ich kraj zostaje najechany przez wrogą armię, szukającą sekretu nieśmiertelności. Młodej Maquii udaje się uciec z płonącej wioski. Błąkając się po świecie dziewczyna znajduje osierocone ludzkie dziecko, które postanawia nazwać Ariel i adoptować. Historia śledzi rozwój relacji, pomiędzy ludzkim dzieckiem a matką, która prawie się nie starzeje.

## Obsada
| Postać      | Seiyū              |
| ----------- | ------------------ |
| Maquia      | Manaka Iwami       |
| Ariel       | Miyu Irino         |
| Leilia      | Ai Kayano          |
| Krim        | Yūki Kaji          |
| Racine      | Miyuki Sawashiro   |
| Lang        | Yoshimasa Hosoya   |
| Mido        | Rina Satō          |
| Tita (Dita) | Yōko Hikasa        |
| Medmel      | Misaki Kuno        |
| Izor        | Tomokazu Sugita    |
| Darel       | Shunsuke Sakuya    |
| Deol        | Junnosuke Shishido |
| Barrou      | Hiroaki Hirata     |

## Produkcja i wydanie
Film został napisany i wyreżyserowany przez Mari Okadę, za produkcję odpowiadało zaś studio P.A. Works. Reżyserią animacji zajęła się Yuriko Ishii, która zaprojektowała również postacie na podstawie oryginalnych projektów Akihiko Yoshidy. Produkcja ta była debiutem reżyserskim Okady, a także pierwszym samodzielnym filmem pełnometrażowym wyprodukowanym przez P.A. Works. Premiera w japońskich kinach odbyła się 24 lutego 2018, a za dystrybucję odpowiadało Showgate. 26 października 2018 film został wydany w Japonii na nośnikach Blu-ray przez Bandai Namco Arts.
W Polsce film był wyświetlany podczas 36. edycji festiwalu Ale Kino!, który odbył się w dniach 2–9 grudnia 2018.

## Muzyka
Muzyka do filmu została skomponowana i zaaranżowana przez Kenjiego Kawaia. Piosenką kończącą film jest „Viator” (jap. ウィアートル) autorstwa Rionos. Ścieżka dźwiękowa została wydana 24 lutego 2018 przez Bandai Visual.
| Lista utworów | Lista utworów                                             | Lista utworów |
| Nr            | Tytuł utworu                                              | Długość       |
| ------------- | --------------------------------------------------------- | ------------- |
| 1.            | „Iorufu, wakare no ichizoku (イオルフ、別れの一族)”       | 2:06          |
| 2.            | „Horobi no haoto (滅びの羽音)”                            | 4:55          |
| 3.            | „Wakare to no deai (別れとの出会い)”                      | 1:36          |
| 4.            | „Haha ni naru hibi (母になる日々)”                        | 4:36          |
| 5.            | „Wakare no jikkan (別れの実感)”                           | 5:07          |
| 6.            | „Yokisenu saikai (予期せぬ再会)”                          | 1:36          |
| 7.            | „Shukuga parade ni hisomu (祝賀パレードに潜む)”           | 1:49          |
| 8.            | „Hibi no genjitsu (日々の現実)”                           | 2:18          |
| 9.            | „Rodosha no utage (労働者の宴)”                           | 1:37          |
| 10.           | „Horobi e to mukau kodoku (滅びへと向かう孤独)”           | 2:59          |
| 11.           | „Aijo no kosaku (愛情の交錯)”                             | 2:35          |
| 12.           | „Betsuri (別離)”                                          | 2:30          |
| 13.           | „Fukushu to kyoki (復讐と狂気)”                           | 1:27          |
| 14.           | „Horobi e no josho (滅びへの序章)”                        | 1:49          |
| 15.           | „Wakare no ichizoku to sono kyoki (別れの一族とその狂気)” | 1:31          |
| 16.           | „Inochi to inochi (生命と生命)”                           | 3:41          |
| 17.           | „Haha to ko (母と子)”                                     | 5:30          |
| 18.           | „Ozora ni tobi tatsu (大空に飛び立つ)”                    | 3:32          |
| 19.           | „Kansha to kakugo (感謝と覚悟)”                           | 2:22          |
| 20.           | „Yakusoku no hana (約束の花)”                             | 3:18          |
| 21.           | „Viator (ウィアートル)”                                   | 4:47          |
|               |                                                           | 1:01:41       |